# Tzompantepec
Tzompantepec är en kommun i Mexiko.   Den ligger i delstaten Tlaxcala, i den sydöstra delen av landet, 110 km öster om huvudstaden Mexico City.
Följande samhällen finns i Tzompantepec:
- Xaltianquisco
- San Mateo Inophil
- Fraccionamiento el Divino Salvador